# Falletans
Falletans település Franciaországban, Jura megyében. Lakosainak száma 399 fő (2022. január 1.). Falletans Augerans, Baverans, Belmont, Brevans, Dole, Éclans-Nenon, La Loye és Rochefort-sur-Nenon községekkel határos.

## Népesség
A település népességének változása:
| Lakosok száma | 262  | 282  | 279  | 374  | 393  | 390  | 393  | 401  | 404  | 399  |
|               | 1968 | 1982 | 1990 | 2006 | 2013 | 2015 | 2017 | 2019 | 2020 | 2022 |